# Otterburn Park
Pour les articles homonymes, voir Otterburn.
Otterburn Park est une ville du Québec, située dans la municipalité régionale de comté (MRC) de La Vallée-du-Richelieu, dans la région administrative de la Montérégie. La ville borde la rivière Richelieu. C'est une des rares villes du Québec qui est officiellement bilingue malgré le fort pourcentage (90 %) de francophones.

## Histoire

### Les débuts
En 1848 , le Grand Tronc inaugure une ligne de chemin de fer qui traverse la rivière Richelieu et qui arrêtait à Saint-Hilaire. Plus tard, en 1885, les frères Campbell (propriétaires du manoir du même nom) ouvrent un parc offrant la plus belle excursion des environs, et où les gens aisés de Montréal allaient passer les fins de semaines. Pour faciliter l'accès au parc, les frères Campbell demandent au Directeur général du Grand Tronc, Joseph Hickson, de créer un débarcadère à l'entrée du parc. Ce dernier acquiesce à leur demande.

### Hickson Park et Otterburn Park
En reconnaissance pour la création du débarcadère du parc, les frères Campbell proposent à
M. Hickson de nommer le parc en son honneur. Celui-ci décline l'offre et leur suggère plutôt de
le nommer d'après sa ville natale en Angleterre: Otterburn. D'où Otterburn Park
(en français, la traduction littérale serait « le parc de la loutre brûlée », mais en réalité la ville anglaise d'Otterburn tient son nom d'un ruisseau du nom d'Otter Burn. En Écosse, dans le nord de l'Angleterre et certaines parties de l'Irlande, « burn » désigne un cours d'eau. La vraie traduction d'Otterburn Park serait donc « le parc du ruisseau de la loutre ».

### Municipalité
Les premières habitations sont des chalets d'été appartenant aux employés du Grand Tronc. Le jeune parc commence alors à se développer avec les promoteurs qui garnissent les lots près du Richelieu, puis, progressivement des lots de plus en plus haut vers le chemin Ozias-Leduc.
Toutefois, on devra attendre la fin de la Seconde Guerre mondiale pour voir des gens s'installer définitivement dans le parc. Puis, en 1953, le nombre de résidents permanents devient suffisamment élevé pour que la municipalité d'Otterburn Park commence à voir le jour. En 1969, Otterburn Park est reconnu comme ville.

## Géographie
La rivière Richelieu délimite le nord-ouest de la municipalité en coulant dans cette direction.

## Démographie
| 1991  | 1996  | 2001  | 2006  | 2011  | 2016  | 2021  |
| ----- | ----- | ----- | ----- | ----- | ----- | ----- |
| 6 046 | 7 520 | 7 866 | 8 464 | 8 450 | 8 421 | 8 479 |

## Administration
Les élections municipales se font en bloc et suivant un découpage de six districts.
| Otterburn Park Maires depuis 2001                                                                                    |                    |                          |          |
| Élection | Maire              | Qualité                  | Résultat |
| 2001 | Guy Dubé           |                          | Voir     |
| 2005 | Gérard Schafroth   |                          | Voir     |
| 2009 | Michel Martin      | Démissionne en août 2011 | Voir     |
| 2011 | Gérard Boutin      |                          | Voir     |
| 2013 | Danielle Lavoie    |                          | Voir     |
| 2017 | Denis Parent       |                          | Voir     |
| 2021 | Mélanie Villeneuve |                          | Voir     |
| Élection partielle en italique Depuis 2005, les élections sont simultanées dans toutes les municipalités québécoises |                    |                          |          |

### Mairesse actuelle
Mélanie Villeneuve

### Membres du conseil municipal
District 1 - Au pied de la montagne: Jacques Portelance
District 2 - Du Pont-Noir: Alexandre Turcotte
District 3 - Les Bosquets: Marc Girard Alleyn
District 4 - Des Pommiers: Claude Leroux
District 5 - Du Vieux-Otterburn: Clarisse Viens
District 6 - Des Grandes-Terres: Natacha Thibault